# 卞和
卞 和（べん か、生没年不詳）は、春秋時代前期の楚に住んでいたとされる男。和氏（かし）とも呼ばれる。韓非の著した『韓非子』の和氏篇において、法術の士の孤独を説明する為の説話で登場する。

## 略歴
あるとき卞和は山中で玉の原石を見つけ楚の厲王（蚡冒）に献上した。しかし厲王が職人に石を鑑定させると、ただの石ころだと言った為、卞和を足斬りの刑にして左足を切り落とした。
厲王が死に、弟の武王が即位すると、卞和は再び原石を献上した。しかし結果は同じで、武王も卞和を嘘つきとして右足を切り落とした。
武王も死に、子の文王が即位した。卞和は原石を抱きかかえて三日三晩血の涙を流し泣き悲しんだ。文王は人を遣わして、足斬りの刑を受けた者は沢山いると言うのに何故そのように悲しむのか、その訳を問い質した。卞和は、足斬りにあった事が哀しいのではなく、宝石なのに石ころと言われた事、正しい事を言ったのに嘘つきと言われた事が悲しいと答えた。
文王が原石を磨かせてみると、それは見事な宝石となった。そこで文王は、自分達の非を認めた上で卞和を賞し、この宝石を「和氏の璧」と名付け、楚の国宝とした。この和氏の璧ははるか後に、戦国時代の趙へと渡り、「完璧」の故事の由来となる（藺相如の項を参照）。

## 和氏の璧
和氏の璧は、暗闇で鈍く光り、置いておくと夏は涼しく、冬は暖かくしてくれ、虫除けにもなったという言い伝えがある。そのため、春秋戦国時代では最高の宝石として位置づけられており、前述の『韓非子』以外にも『史記』、『十八史略』などの書物にも登場している。しかし、趙没落後は歴史上には登場せず、行方知れずとなっている。
一説では、趙の滅亡後に中原を統一した秦に渡り、始皇帝が和氏の璧を玉璽（伝国璽）にしたとされ、その後漢王朝の歴代皇帝もその玉璽を使用していたとされる。『三国志演義』などでもその説を採っているが、仮に和氏の璧＝伝国璽だとしても、五代十国時代の946年に後晋の出帝が遼の太宗に捕らえられた時に伝国璽は紛失してしまっており、現存する可能性は低いと考えられている。
また、完璧の故事由来から｢連城の璧｣とも呼ばれる。